# Hatsune Miku
Hatsune Miku (初音 ミク), mã chính thức là CV01, là một phần mềm thư viện giọng hát Vocaloid được phát triển bởi Crypton Future Media, sử dụng kết hợp với chương trình Vocaloid 2 của Yamaha Corporation. Cái tên Hatsune Miku được tạo ra bằng cách ghép các từ tiếng Nhật là đầu tiên (初 hatsu), âm thanh (音 ne), và tương lai (ミク miku). Điều này tượng trưng cho ý muốn của Crypton rằng cô sẽ là "âm thanh đầu tiên đến từ tương lai". Cô là Vocaloid thứ 2 được phát hành cho hệ thống Vocaloid 2 và là Vocaloid đầu tiên sử dụng phiên bản tiếng Nhật của hệ thống này. Giọng cô được tạo bởi một diễn viên lồng tiếng của Nhật tên là Saki Fujita và đã được chỉnh sửa. Hatsune Miku từng biểu diễn trên sân khấu với công nghệ Hologram.

## Phát triển
Sau khi có được công nghệ Vocaloid 2 của Yamaha Corporation, Crypton Future Media đã bắt đầu phát triển Vocaloid thứ ba của họ. Giọng của Hatsune Miku được lấy từ diễn viên lồng tiếng Saki Fujita đã qua chỉnh sửa và chia ra các âm riêng biệt. Các âm này sau đó được điều chỉnh cao độ và trường độ rồi nối lại thành từ và câu hoàn chỉnh. Cao độ của các âm được điều chỉnh bởi chính chương trình tổng hợp Vocaloid 2, với giao diện của một dãy phím đàn.
Crypton phát hành nhân vật đầu tiên trong sêri "Character Vocal Series", Hatsune Miku, vào ngày 31/8/2007, với ý tưởng rằng Miku sẽ là "một thần tượng ảo trong một tương lai gần mà tại đó những bài hát bị quên lãng".

### Phần mềm bổ sung
Vào 30/4/2010, bản nâng cấp của Hatsune Miku được phát hành, gọi là "Hatsune Miku Append", gồm 6 thư viện giọng khác của Miku là Soft (nhẹ nhàng, thanh nhã), Sweet (ngọt ngào, trẻ con), Dark (già dặn, trầm lắng), Vivid (tươi sáng), Solid (to, rõ ràng), và Light (ngây thơ, thánh thiện). "Miku Append " được tạo ra để mở rộng thư viện giọng hát của Miku, và cần chương trình gốc (Vocaloid 2) được cài đặt trên máy tính trước. Đây là lần đầu tiên một Vocaloid có sự phát hành như thế này, và nhiều phiên bản Append của các Vocaloid khác được Crypton phát triển sau đó.
Một voicebank tiếng Anh cho Hatsune Miku đã được công bố vào năm 2011 và sẽ được phát hành vào cuối năm 2012. Tuy nhiên, quyết định chuyển sang Vocaloid 3 và các vấn đề về phát âm tiếng Anh đã làm trì hoãn việc phát hành. Cuối cùng nó đã được phát hành vào ngày 31 tháng 8 năm 2013 thông qua phân phối kỹ thuật số.
Thư viện voicebank tiếng Nhật Hatsune Miku Vocaloid 3 được phát hành vào ngày 26 tháng 9 năm 2013. Nó chứa các bản cập nhật cho tất cả các giọng hát Vocaloid 2 trước đó ngoại trừ Vivid và Light. Chúng sau đó đã được phát hành riêng lẻ, mặc dù ban đầu chúng được cung cấp cho bất kỳ ai đã sở hữu Hatsune Miku, Hatsune Miku Append và Hatsune Miku V3. Sau khi được nhập vào Vocaloid4, tất cả giọng hát Vocaloid3 Hatsune Miku có thể sử dụng hệ thống Tổng hợp chéo (XSY) mới được xây dựng cho phương tiện mới của Vocaloid 3. Giọng nói cũng được nhập vào một thiết bị có tên Pocket Miku, phát hành vào ngày 3 tháng 4 năm 2014.
Hatsune Miku đã nhận được bản cập nhật cho Vocaloid 4 của Yamaha dưới tên Hatsune Miku V4x. Nó sử dụng hệ thống EVEC mới cho Piapro Studio (ピ ア) - một VSTi được sản xuất và phát triển bởi Crypton trước đó, tuy nhiên mối quan hệ với Yamaha vẫn tiếp tục phát triển. EVEC bao gồm các nguyên âm được ghi lại. Cùng với phụ âm, có thể đạt được một giọng hát khác. Hai âm giọng được bao gồm trong hệ thống EVEC: Power và Soft. Cùng với hệ thống EVEC mới, các lỗi âm vị được tìm thấy trong các voicebank V2 và V3 của Miku sẽ được sửa cho phép thao tác giọng nói của Miku dễ dàng hơn. Tính đến ngày 31 tháng 8 năm 2016, Hatsune Miku V4X / V4 English đã được phát hành.

### Các chương trình khác
Để hỗ trợ đồ họa 3D, chương trình MMD được phát triển như một chương trình bởi một lập trình viên độc lập. Chương trình miễn phí này đã tạo một sự bùng nổ số các nhân vật được thiết kế bởi fan, cũng như đẩy mạnh quảng bá cho chính những bài hát Vocaloid. Một chương trình khác được phát triển là VocaListener, một phần mềm cho phép tạo ra những bài hát Vocaloid giống y như thật.
Một voicebank tiếng Trung đã được phát hành vào tháng 9 năm 2017, Hatsune Miku trở thành sản phẩm Vocaloid ba thứ tiếng đầu tiên. Tên tiếng Trung của cô là 初音未来 (pinyin: Chūyīn Wèilái); 未来 là các ký tự Trung Quốc cho tên Tiếng Nhật, Miku.
Tháng 12/2016, voicebank tiếng Trung của cô đã chính thức được giới thiệu tại 2 buổi concert của sự kiện Miku Expo In China 2016 được tổ chức ở Thượng Hải và Bắc Kinh và đã được chính thức phát hành vào tháng 8/2017.
23/12/2019, phát hành bản cập nhật Hatsune Miku V4 Chinese Update, khắc phục những lỗi ở bản Miku V4C cũ.
Ngày 25/12/2019, Công ty Crypton Future Media đã có thông báo chính thức về phiên bản mới của phần mềm tổng hợp giọng hát Hatsune Miku với tên gọi là Hatsune Miku NT (New Type). Cụ thể đây là phiên bản đầu tiên của Miku sẽ không chạy trên nền tảng Vocaloid như trước nữa và sẽ được bày bán vào khoảng cuối tháng 8/2020 (với bản beta ra mắt vào giữa tháng 3/2020).

## Tiếp thị

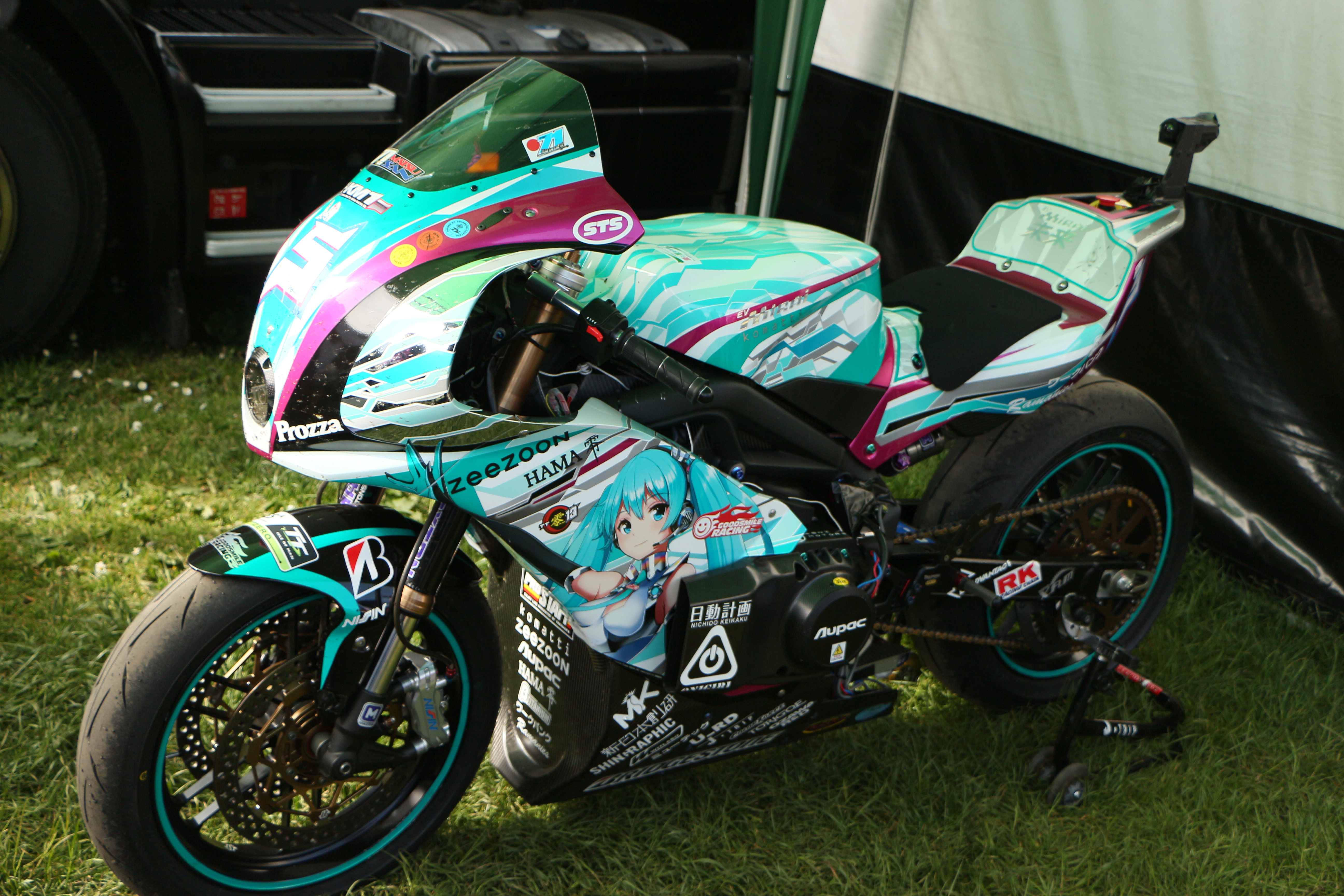
Komatti-Mirai EV, 2013 TT Zero

Mặc dù được phát triển bởi Yamaha, phần tiếp thị của từng Vocaloid được để lại cho các studio tự thực hiện. Yamaha thực hiện vai trò tiếp thị chính phần mềm Vocaloid, tiêu biểu cho hoạt động này là robot HRP-4C đã được giới thiệu là sự nối tiếp ba Vocaloid – Hatsune Miku, Megpoid và trình Vocaloid thử nghiệm của Crypton "CV- 4Cβ"- như một phần của sự quảng cáo cho cả Yamaha và HRP-4C ở CEATEC vào năm 2009. Những tờ tạp chí ở Nhật như tạp chí DTM giữ vai trò giới thiệu và quảng bá các Vocaloid đến các Vocaloid fans. Tờ báo đã từng đề cập đến nhiều Vocaloid như Hatsune Miku, cặp đôi Kagamine Rin và Kagamine Len, và Megurine Luka, đồng thời in lên nhiều ấn phẩm của họa sĩ Kei và thông báo những thông tin mới nhất về Vocaloid.
Crypton đã đóng góp rất nhiều trong việc quảng cáo những nhân vật của họ, đơn cử như Hatsune Miku, đã có nhiều sự liên quan đến mẫu GT300 của dòng xe Super GT từ năm 2008 với sự hỗ trợ của Good Smile Racing (một nhánh của Good Smile Company), chủ yếu hoạt động ở những sản phẩm liên quan đến xe, đặc biệt là các miếng dán cho xe itasha(những chiếc xe được dán những hình ảnh của nhân vật anime).Mặc dù Good Smile Company không phải là công ty đầu tiên mang văn hóa anime đến với dòng Super GT, công ty này tách biệt ra bởi việc nhấn mạnh vào itasha.

### Good Smile Racing
Từ giải đấu năm 2008, đã có 3 đội đua nhận quảng cáo của Good Smile Racing, và sơn lại xe của họ thành các hình ảnh của Vocaloid:
- Studie, tham gia vào giải năm 2008 và 2009 sử dụng xe BMW Z4 E86. Xe của họ được sơn hình của Hatsune Miku và nhiều phiên bản khác của Miku ở một số giải đua năm 2009
- Đội MOLA, sử dụng xe Nissan 350Z, và họ nhận quảng cáo ở cuộc đua cuối của giải năm 2008. Hình của Kagamine Rin và Len được thêm vào xe của họ. Vòng đua ở Fuji thực tế là cuộc đua duy nhất của FIA với hai chiếc itasha đặc biệt cùng tham dự
- Đội COX, tham gia vào giải 2010, sử dụng xe Porsche 996 GT3 RSR (và sẽ sử dụng chiếc Porsche 997 GT3-R). Xe của họ được in hình ảnh phiên bản Racing Miku (một phiên bản chính thức của Miku trong bộ Race Queen màu cam)

Song song với việc lấn sang những chiếc xe GT, Crypton còn xây dựng trang web piapro. Crypton thậm chí bắt đầu quảng bá Miku cho Toyota Corolla và Google Chrome. Trong năm 2011 và 2012, tại Sapporo Snow Festival, một chiếc xe điện đã được in hoàn toàn bởi hình ảnh của Hatsune Miku từ trong ra ngoài, và với lời công bố được thu lại bởi Saki Fujita.

## Doanh thu
Doanh thu ban đầu của Hatsune Miku cao đến nỗi Crypton không thể theo kịp nhu cầu. Trong 12 ngày đầu phát hành, gần 30000 bản đã được bán ra, được gọi là "con số không tưởng" bởi Wataru Sasaki - người chịu trách nhiệm lên kế hoạch và tạo ra các "bất ngờ" của công ty. Vào tháng 12 năm 2007, Amazon.co.jp thông báo doanh thu của Hatsune đoạt hơn 57 triệu yên, trở thành mặt hàng chạy nhất của Amazon. Thành công tức thì của cô là nhờ Vocaloid đã trở thành một hiện tượng ở Nhật Bản và bán được 40.000 bản vào tháng 7 năm 2008, trung bình bán được 300 bản một tuần. Đến tháng 1 năm 2011, bán được 60.000 bản.

## Nhân vật

Giao diện trình biên tập của Hatsune Miku, dựa trên Vocaloid.

Trong tiến trình phát triển Miku, Crypton quyết định đi theo một con đường khác với những con đường đã được sử dụng bởi các nhà phát hành Vocaloid khác. Crypton quyết định rằng để sản phẩm thành công không chỉ cần một giọng hát hoàn chỉnh được phát triển, mà giọng hát đó còn cần một hình ảnh. Theo con đường này, đối tượng của Crypton thay đổi từ các studio chuyên nghiệp đến tầng lớp đại chúng, đặc biệt là giới trẻ.
Nhiệm vụ tạo hình cho Miku được giao phó cho họa sĩ Kei Garō. Khi Kei tạo ra Miku, anh chỉ theo một hướng đi rằng cô ấy là một android và màu đặc trưng của cô (dựa trên màu của loài rùa xanh, đặc trưng của phần mềm Vocaloid 2). Thiết kế cho váy và giày của Miku dựa trên màu của phần mềm và các cột thể hiện chính các cột ở trong phần mềm. Vốn dĩ Miku có kiểu tóc khác, nhưng sau đó Kei chuyển hẳn qua kiểu bím tóc sau khi vẽ thử. Crypton sau đó chính thức công bố thông tin về Miku, tuy nhiên chỉ có các thông tin về ngoại hình của Miku được công bố. Crypton không đi vào phần tính cách của Miku vì muốn chính những người sản xuất nhạc và các fan có thể tự mình tạo nên tính cách phù hợp nhất cho cô ấy. Ngoài việc phiên bản chibi của cô với tên "Hachune Miku" cầm cọng hành trong video nhạc Ievan Polkka, công chúng còn thấy Hachune Miku nhiều nhất trong đoạn video hoạt hình có tên "Chibi Miku - san" (ちびミクさん) và bộ truyện tranh 4 ô vuông cùng tên.
Chibi Miku-san (ちびミクさん) là sê-ri 4koma (kiểu truyện tranh 4 ô hình Nhật Bản) trực tuyến được tạo bởi một nghệ sĩ tên là Minami trên Pixiv. Nó kể chi tiết về cuộc sống hàng ngày hài hước của Chibi-Miku và các đồng nghiệp của cô ấy. Một mẩu truyện mới được phát hành gần như mỗi ngày và toàn bộ loạt phim hiện đã đạt tới 500 tập ngắn. Một đoạn phim hoạt hình và mẩu truyện tranh vẽ tay đã được phát hành trên Nico Nico Douga bởi yokkaP (よっかP).
| Tên                 | Hatsune Miku                               |
| Ngày ra mắt         | 31 tháng 8 năm 2007                        |
| Tuổ                 | 16 tuổi                                    |
| Chiều cao           | 158 cm / 5 ft 2 in                         |
| Cân nặng            | 42 kg / 93 lb                              |
| Thể loại đề xuất    | Pop, rock, dance, house, techno, crossover |
| Nhịp độ đề xuất     | 70–150 bpm                                 |
| Quãng giọng đề xuất | A3–E5, B2–B3                               |

## Ảnh hưởng văn hóa

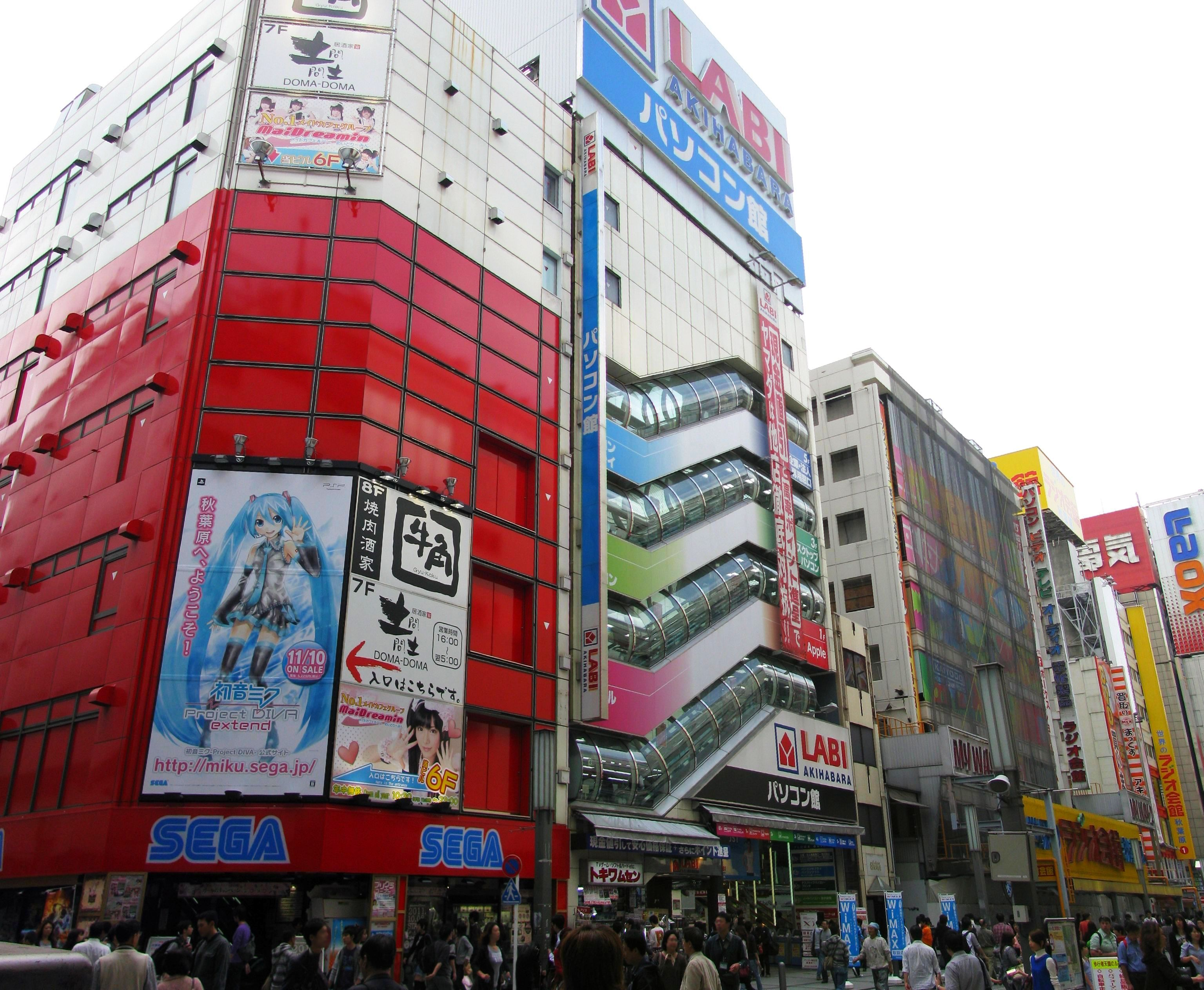
Hình ảnh Hatsune Miku trên đường phố Akihabara

Nico Nico Douga, một trang web giống với YouTube, đóng vai trò cơ bản trong sự thịnh hành của Vocaloid. Rất nhanh chóng sau khi Miku được phát hành, người dùng trên NND bắt đầu đăng những bài hát được tạo ra từ giọng của cô. Theo Crypton, một video nổi tiếng với "Hachune Miku" (một phiên bản tí hon của Miku) cầm một cây hành và hát "Ievan Polkka" (dẫn đến việc cây hành trở thành đặc trưng của Miku), thể hiện tiềm năng rất lớn của phần mềm trên lĩnh vực đa phương tiện. Cùng với sự nổi tiếng của Miku ngày càng tăng lên, Nico Nico Douga trở thành một điểm đến cho sự hợp tác cùng sáng tạo. Những bài hát nổi tiếng trở thành nền tảng cho những hình ảnh, video ở 2D và 3D, hay được remix bởi những người dùng khác. Một số người còn đăng lên những tác phẩm chưa hoàn thiện và xin ý kiến đóng góp của mọi người.

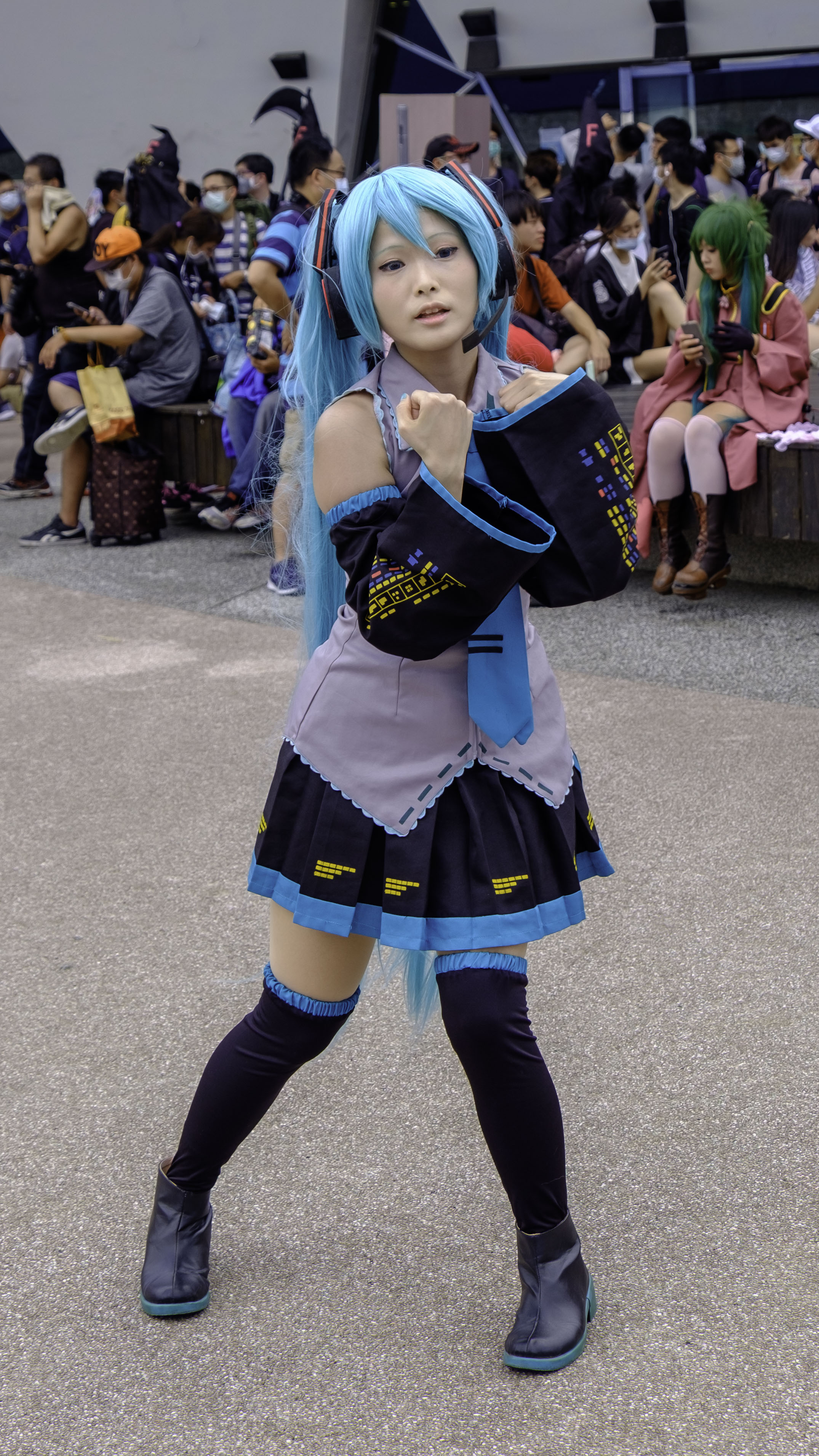
Hatsune Miku cosplayer

Vào tháng 9 năm 2009, ba mẫu figure của nhân vật "Hatsune Miku" được phóng lên trong một tên lửa từ Mỹ mặc dù nó không bay được ra ngoài không gian. Vào cuối tháng 11/2009, đã có một đề nghị để có một tấm nhôm "Hatsune Miku" (8 cm x 12 cm, 3.1" x 4.7") được dùng để cân bằng trọng lượng cho tàu du hành vũ trụ Akatsuki của Nhật Bản. Được bắt đầu bởi Sumio Morioka (còn được biết đến là "chodenzi-P"), dự án này nhận được sự ủng hộ của Dr.Seiichi Sakamoto của cơ quan nghiên cứu và phát triển hàng không vũ trụ Nhật Bản (JAXA). Vào ngày 22/12/2009, đề nghị đã đạt được con số 10000 chữ ký cần thiết để làm tấm nhôm. Vào 21/5/2010, vào lúc 06:58:22 (JST), Akatsuki được phóng lên mang theo 3 tấm nhôm vẽ Hatsune Miku và Hachune Miku trong vài hình đen trắng, dưới dạng rất nhiều những chữ nhỏ được khắc lên đó.

## Lĩnh vực âm nhạc
Cho đến tháng 8/2010, hơn 22,000 bài hát đã được viết cho Hatsune Miku. Sau đó thống kê trong năm 2011 cho thấy có 100,000 bài hát dưới tên cô.
Album "Exit Tunes Presents Vocalogenesis feat. Hatsune Miku", là album đầu tiên đứng hạng nhất trong bảng xếp hạng album trong tuần Oricon. Ngoài ra còn có rất nhiều album khác như "Supercell" của nhóm Supercell, "First Sound Story" của 19's Sound Factory và "Re:Packaged" của Livetune, và "Re:MIKUS".
Như là một thần tượng ảo, Hatsune Miku đã có buổi biểu diễn "live" đầu tiên của cô tại "Animelo Summer Live" ở Saitama Super Arena vào 22/8/2009. Chuyến lưu diễn đầu tiên của cô là ở Singapore, vào 21/11/2009, trong sự kiện Anime Festival Asia (AFA). Miku có buổi biểu diễn riêng có tên "Miku no Kanshasai 39's Giving Day" ở Zepp Tokyo tại Odaiba, Tokyo. Miku biểu diễn tại Mỹ 2/7/2011 tại Nokia Theater ở L.A.Live trong lễ hội Anime Expo ở Los Angeles.